# پاینده‌باد ایتالیا
پاینده‌باد ایتالیا (ایتالیایی: Viva l'Italia) یک فیلم کمدی ایتالیایی به کارگردانی ماسیمیلیانو برونو است که در سال ۲۰۱۲ منتشر شد.

## بازیگران
- رائول بووا
- آمبرا آنجولینی
- میکله پلاچیدو
- آلساندرو گاسمان
- روکو پاپالئو
- ادواردو لئو
- مائوریتسیو ماتیولی
- رونالدو راولو
- سارا فلبربام
- ایزابل آدریانی
- کامیلیا فیلیپی
- نیکولا پیستویا
- ایزا بارزیتزا
- سرجو فیورنتینی
- رمو رموتی
- ماسیمیلیانو برونو
- پاتریتسیا پلگرینو
- نینی بروسکتا
- پائولو میناچونی
- ادواردو پشه
- النا کوچی
- لوچیا اوکونه
- استفانو فرزی